# Barichneumon cameroni
Barichneumon cameroni là một loài tò vò trong họ Ichneumonidae.